# Italiker
Italiker eller italer var de forntida folk inom det nuvarande Italiens område på Apenninska halvön som talade den typen av indoeuropeiska språk som kallas italiska språk. Italikerna vandrade förmodligen in i Italien. Först kom latinare och falisker. Senare italiska folk var sikuler, umbrer, picener, sabiner, samniter, lukaner och bruttier.
Tidigare forskning nämner även andra italiker, nämligen opiker, rutuler, ausoner, vestiner, marruciner, frentaner, pelinger, marser, aequer, herniker och volsker. Andra folk som inte nämns av vare sig Nationalencyklopedin eller Nordisk familjebok är euganeier, elymer, osker, enotrier och aurunker.

## Italienska folk som inte är italiker
Förutom de italiska folken fanns flera andra fornfolk vid samma tid i Italien. Eftersom språklig härstamning definierar vilka folk som räknas som italiska, utesluts folk som inte talade italiska språk. Hit hör etrusker, ligurerna, messapier, daunier, peuketer, veneter, de greker som bodde längs de syditalienska kusterna samt kelter på Poslätten. Därutöver kommer andra folkgrupper, som exempelvis campanierna och italioter.

## Spår idag
Några av Italiens regioner bär än idag spår av namnet på de forntida folk som bodde i området. Bland dessa kan nämnas:
- Umbrien (umbrer)
- Abruzzo (bruttier)
- Apulien (den grekiska benämningen på iapyger, det vill säga  messapier, peuketer och daunier)
- Ligurien (ligurer)
- Veneto (veneter)
- Lukanien - se Basilicata (lukaner)